# Zvenigovskij rajon
Lo Zvenigovskij rajon (in russo Звениговский район?) è un municipal'nyj rajon della Repubblica dei Mari, in Russia. Occupa una superficie di circa 2 748 km², ha come capoluogo Zvenigovo e conta altri 85 centri abitati. Ospitava nel 2023 una popolazione di 38 830 abitanti.